# Frank Perris
Frank Perris (Toronto, 28 maggio 1931 – 17 marzo 2015) è stato un pilota motociclistico britannico nato in Canada, da genitori britannici.

## Carriera
Per quanto la sua carriera nel motociclismo sia iniziata alla guida di motociclette Norton e verso la fine abbia guidato anche Yamaha, il suo nome è indissolubilmente legato alla casa motociclistica giapponese Suzuki, con cui ha ottenuto i suoi migliori risultati gareggiando con suoi modelli in quasi tutte le classi dal motomondiale 1962 fino al 1970.
In totale nel motomondiale ha vinto 3 gran premi (il primo in occasione del Gran Premio motociclistico del Giappone del 1963) e nel 1965 si è laureato vicecampione del mondo nella classe 125 alle spalle di Hugh Anderson.
Muore il 17 marzo 2015 all'età di 83 anni, a seguito di una lunga malattia.

## Risultati nel motomondiale

### Classe 125
| 1961 | Classe | Moto         |   |   |   |  |   |   |   |   |   |   |   |  |  | Punti | Pos. |
| ---- | ------ | ------------ | - | - | - |  | - | - | - | - | - | - | - |  |  | ----- | ---- |
| 1961 | 125    | Suzuki e EMC | - | - | - |  | - | - | - | - | 9 | - | - |  |  | 0     |      |

| 1962 | Classe | Moto   |   |   |     |   |   |   |   |   |   |   |   |  |  | Punti | Pos. |
| ---- | ------ | ------ | - | - | --- | - | - | - | - | - | - | - | - |  |  | ----- | ---- |
| 1962 | 125    | Suzuki | - | - | Rit | - | - | - | - | - | 7 | 5 | - |  |  | 2     | 19º  |

| 1963 | Classe | Moto   |   |   |   |   |   |   |   |   |     |  |  |   |  | Punti | Pos. |
| ---- | ------ | ------ | - | - | - | - | - | - | - | - | --- |  |  | - |  | ----- | ---- |
| 1963 | 125    | Suzuki | - | - | 4 | 2 | 2 | - | 6 | - | Rit |  |  | 1 |  | 24    | 4º   |

| 1964 | Classe | Moto   |     |   |   |     |   |    |   |   |   |   |   |   |  | Punti | Pos. |
| ---- | ------ | ------ | --- | - | - | --- | - | -- | - | - | - | - | - | - |  | ----- | ---- |
| 1964 | 125    | Suzuki | Inf | 9 | 3 | Rit | 6 | NE | - | - | 4 | - | 5 | - |  | 10    | 7º   |

| 1965 | Classe | Moto   |   |   |   |   |     |   |    |   |   |   |   |   |   | Punti | Pos. |
| ---- | ------ | ------ | - | - | - | - | --- | - | -- | - | - | - | - | - | - | ----- | ---- |
| 1965 | 125    | Suzuki | 3 | 2 | 2 | 3 | Rit | - | NE | 1 | 1 | - | 2 | 2 | 7 | 44    | 2º   |

| 1966 | Classe | Moto   |     |   |    |    |    |   |   |   |   |   |   |   |  | Punti | Pos. |
| ---- | ------ | ------ | --- | - | -- | -- | -- | - | - | - | - | - | - | - |  | ----- | ---- |
| 1966 | 125    | Suzuki | Rit | 4 | NE | 12 | NE | 5 | 5 | - | 6 | 5 | - | - |  | 10    | 7º   |

| Legenda | 1º posto        | 2º posto            | 3º posto            | A punti      | Senza punti        | Grassetto – Pole position Corsivo – Giro più veloce |
| Legenda | Gara non valida | Non qual./Non part. | Ritirato/Non class. | Squalificato | '-' Dato non disp. | Grassetto – Pole position Corsivo – Giro più veloce |

### Classe 250
| 1962 | Classe | Moto   |   |   |   |   |     |   |   |   |     |    |   |  |  | Punti | Pos. |
| ---- | ------ | ------ | - | - | - | - | --- | - | - | - | --- | -- | - |  |  | ----- | ---- |
| 1962 | 250    | Suzuki | - | - | - | 5 | Rit | - | - | - | Rit | NE | - |  |  | 2     | 20º  |

| 1965 | Classe | Moto   |   |   |     |   |   |   |   |   |   |   |   |   |   | Punti | Pos. |
| ---- | ------ | ------ | - | - | --- | - | - | - | - | - | - | - | - | - | - | ----- | ---- |
| 1965 | 250    | Suzuki | 4 | - | Rit | - | 3 | - | 5 | - | - | - | - | - | - | 9     | 9º   |

| 1969 | Classe | Moto   |   |   |   |   |   |   |   |   |   |   |   |   |  | Punti | Pos. |
| ---- | ------ | ------ | - | - | - | - | - | - | - | - | - | - | - | - |  | ----- | ---- |
| 1969 | 250    | Suzuki | - | 4 | 6 | 2 | - | - | - | - | - | - | - | - |  | 25    | 8º   |

| 1971 | Classe | Moto   |   |   |   |   |   |   |   |   |   |   |   |   |  | Punti | Pos. |
| ---- | ------ | ------ | - | - | - | - | - | - | - | - | - | - | - | - |  | ----- | ---- |
| 1971 | 250    | Yamaha | - | - | - | - | - | - | - | 5 | - | - | - | - |  | 6     | 28º  |

| Legenda | 1º posto        | 2º posto            | 3º posto            | A punti      | Senza punti        | Grassetto – Pole position Corsivo – Giro più veloce |
| Legenda | Gara non valida | Non qual./Non part. | Ritirato/Non class. | Squalificato | '-' Dato non disp. | Grassetto – Pole position Corsivo – Giro più veloce |

### Classe 350
| 1960 | Classe | Moto   |   |   |   |    |    |   |   |  |  |  |  | Punti | Pos. |
| ---- | ------ | ------ | - | - | - | -- | -- | - | - |  |  |  |  | ----- | ---- |
| 1960 | 350    | Norton | 6 | - | 8 | NE | NE | - | - |  |  |  |  | 1     | 13º  |

| 1961 | Classe | Moto   |    |   |    |   |   |    |   |   |   |   |    | Punti | Pos. |
| ---- | ------ | ------ | -- | - | -- | - | - | -- | - | - | - | - | -- | ----- | ---- |
| 1961 | 350    | Norton | NE | 6 | NE | - | 6 | NE | - | - | - | - | NE | 2     | 17º  |

| Legenda | 1º posto        | 2º posto            | 3º posto            | A punti      | Senza punti        | Grassetto – Pole position Corsivo – Giro più veloce |
| Legenda | Gara non valida | Non qual./Non part. | Ritirato/Non class. | Squalificato | '-' Dato non disp. | Grassetto – Pole position Corsivo – Giro più veloce |

### Classe 500
| 1955 | Classe | Moto      |  |  |    |  |  |  |     |  |  |  |  |  |  | Punti | Pos. |
| ---- | ------ | --------- |  |  | -- |  |  |  | --- |  |  |  |  |  |  | ----- | ---- |
| 1955 | 500    | Matchless |  |  | 26 |  |  |  | Rit |  |  |  |  |  |  | 0     |      |

| 1956 | Classe | Moto      |    |  |  |  |     |  |  |  |  |  |  |  |  | Punti | Pos. |
| ---- | ------ | --------- | -- |  |  |  | --- |  |  |  |  |  |  |  |  | ----- | ---- |
| 1956 | 500    | Matchless | 14 |  |  |  | Rit |  |  |  |  |  |  |  |  | 0     |      |

| 1959 | Classe | Moto   |  |  |  |     |  |    |  |  |  |  |  |  |  | Punti | Pos. |
| ---- | ------ | ------ |  |  |  | --- |  | -- |  |  |  |  |  |  |  | ----- | ---- |
| 1959 | 500    | Norton |  |  |  | Rit |  | NE |  |  |  |  |  |  |  | 0     |      |

| 1960 | Classe | Moto   |  |  |   |     |  |     |  |  |  |  |  |  |  | Punti | Pos. |
| ---- | ------ | ------ |  |  | - | --- |  | --- |  |  |  |  |  |  |  | ----- | ---- |
| 1960 | 500    | Norton |  |  | 7 | Rit |  | Rit |  |  |  |  |  |  |  | 0     |      |

| 1961 | Classe | Moto   |    |   |  |  |   |  |     |  |     |   |   |  |  | Punti | Pos. |
| ---- | ------ | ------ | -- | - |  |  | - |  | --- |  | --- | - | - |  |  | ----- | ---- |
| 1961 | 500    | Norton | NE | 2 |  |  | 5 |  | Rit |  | Rit | 3 | 3 |  |  | 16    | 3º   |

| 1969 | Classe | Moto   |  |  |  |     |  |  |  |  |  |  |  |  |  | Punti | Pos. |
| ---- | ------ | ------ |  |  |  | --- |  |  |  |  |  |  |  |  |  | ----- | ---- |
| 1969 | 500    | Suzuki |  |  |  | Rit |  |  |  |  |  |  |  |  |  | 0     |      |

| 1971 | Classe | Moto                   |  |  |   |  |   |  |    |     |     |  |     |  |  | Punti | Pos. |
| ---- | ------ | ---------------------- |  |  | - |  | - |  | -- | --- | --- |  | --- |  |  | ----- | ---- |
| 1971 | 500    | Suzuki, Seeley e Linto |  |  | 3 |  | 7 |  | NE | Rit | Rit |  | Rit |  |  | 14    | 11º  |

| Legenda | 1º posto        | 2º posto            | 3º posto            | A punti      | Senza punti        | Grassetto – Pole position Corsivo – Giro più veloce |
| Legenda | Gara non valida | Non qual./Non part. | Ritirato/Non class. | Squalificato | '-' Dato non disp. | Grassetto – Pole position Corsivo – Giro più veloce |